# Barrio de San Pedro (Becerril del Carpio)

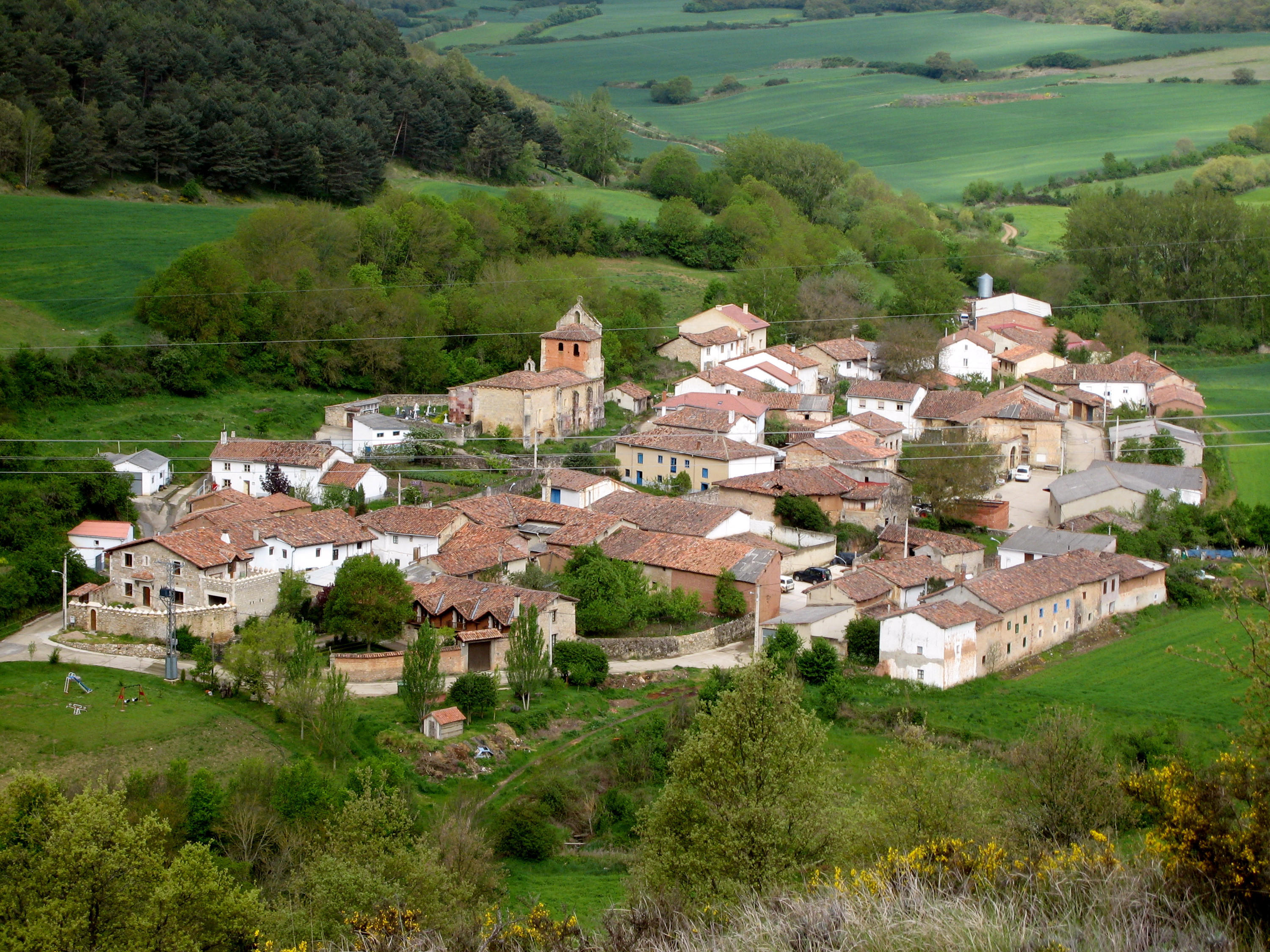
Barrio de San Pedro

Barrio de San Pedro ist ein Weiler, der zum spanischen Ort Becerril del Carpio gehört. Er befindet sich in der Provinz Palencia der Autonomen Gemeinschaft Kastilien und León. Becerril del Carpio gehört zur Gemeinde Alar del Rey und befindet sich drei Kilometer nördlich vom Hauptort der Gemeinde. 

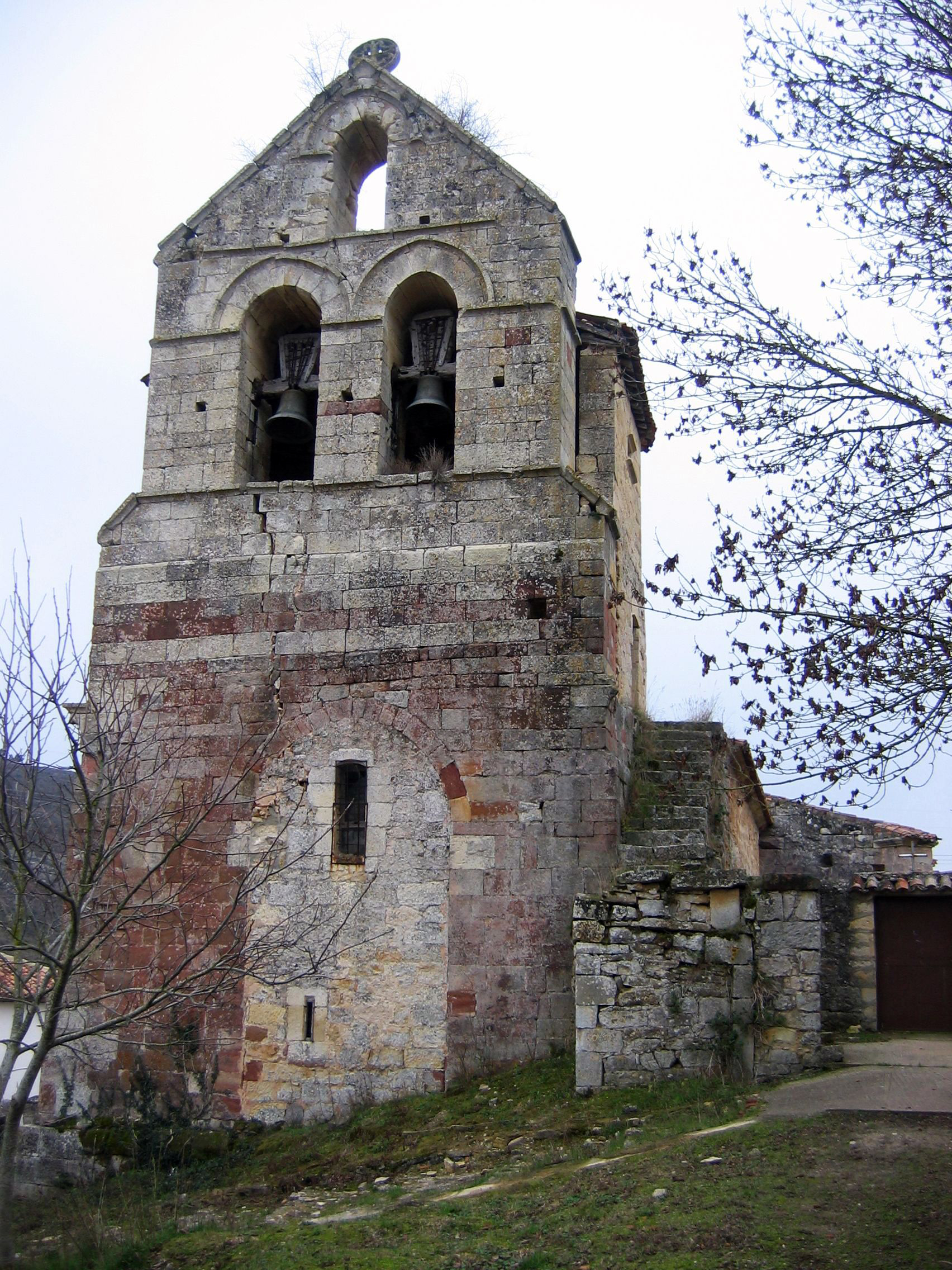
Kirche San Pedro

## Sehenswürdigkeiten
- Romanische Kirche San Pedro, erbaut im 12. Jahrhundert
- Gotische Gerichtssäule (rollo jurisdiccional)